# Wäinö Aaltonenmuseum
Het Wäinö Aaltonenmuseum (Fins: Wäinö Aaltosen museo) is een kunstmuseum in de Finse stad Turku vernoemd naar beeldhouwer Wäinö Aaltonen. Het museum werd in 1967 opgericht en houdt vaak wisselende exposities. Het museumgebouw werd ontworpen door Irma en Matti Aaltonen. Op verzoek van de Wäinö Aaltonen werden de expositieruimtes zo open als mogelijk gehouden zodat dat ruimtelijk werk goed van alle kanten bekeken kon worden. De vaste collectie bestaat uit het persoonlijke archief van de kunstenaar dat hij gedoneerd had aan de gemeente van Turku. Het grootste beeld hiervan, een vier meter hoge personificatie van de Finse maagd (Suomi-neito), staat voor de ingang van het museum. Ook de persoonlijke bibliotheek van Aaltonen bevindt zich in het museum.